# Cecoslovacchia ai Giochi della XIV Olimpiade
La Cecoslovacchia partecipò ai Giochi della XIV Olimpiade, svoltisi a Londra, dal 20 luglio al 14 agosto 1948,  
con una delegazione di 87 atleti, di cui 14 donne, impegnati in 11 discipline,
aggiudicandosi 6 medaglie d'oro, 2 medaglie d'argento e 3 medaglie di bronzo.

## Medagliere

### Per discipline
| Sport            | Oro | Argento | Bronzo | Totale |
| ---------------- | --- | ------- | ------ | ------ |
| Canoa/kayak      | 3   | 1       | 0      | 4      |
| Atletica leggera | 1   | 1       | 0      | 2      |
| Ginnastica       | 1   | 0       | 3      | 4      |
| Pugilato         | 1   | 0       | 0      | 1      |
| Totale           | 6   | 2       | 3      | 11     |

### Medaglie
| Medaglia | Atleta | Sport            | Evento                       |
| -------- | --- | ---------------- | ---------------------------- |
| Oro      | Emil Zátopek | Atletica leggera | 10000 metri piani            |
| Oro      | Josef Holeček | Canoa/kayak      | C1 1000 metri maschile       |
| Oro      | Jan Brzák-Felix Bohumil Kudrna                                                                                                   | Canoa/kayak      | C2 1000 metri maschile       |
| Oro      | František Čapek | Canoa/kayak      | C1 10000 metri maschile      |
| Oro      | Zdeňka Honsová Miloslava Misáková Věra Růžičková Božena Srncová Milena Müllerová Zdena Veřmiřovská Olga Šilhánová Marie Kovářová | Ginnastica       | Concorso a squadre femminile |
| Oro      | Július Torma | Pugilato         | Pesi welter                  |
| Argento  | Emil Zátopek | Atletica leggera | 5000 metri piani             |
| Argento  | Václav Havel Jiří Pecka | Canoa/kayak      | C2 10000 metri maschile      |
| Bronzo   | Zdeněk Růžička | Ginnastica       | Corpo libero maschile        |
| Bronzo   | Leo Sotorník | Ginnastica       | Volteggio maschile           |
| Bronzo   | Zdeněk Růžička | Ginnastica       | Anelli                       |

## Risultati

### Pallacanestro
| Atleta | Classifica |
| --- | ---------- |
| V · D · M Nazionale cecoslovacca - Pallacanestro ai Giochi della XIV Olimpiade 3 Chlup · 4 Drvota · 5 Kozák · 6 Krása · 7 Trpkoš · 8 Toms · 9 Benáček · 10 Křepela · 12 Kalina · 13 Ezr · 14 Bělohradský · 15 Siegel · 16 Krenický · 17 Mrázek · All. Josef Fleischlinger | 7°         |
| Nazionale cecoslovacca - Pallacanestro ai Giochi della XIV Olimpiade |            |
| 3 Chlup · 4 Drvota · 5 Kozák · 6 Krása · 7 Trpkoš · 8 Toms · 9 Benáček · 10 Křepela · 12 Kalina · 13 Ezr · 14 Bělohradský · 15 Siegel · 16 Krenický · 17 Mrázek · All. Josef Fleischlinger                                                                                |            |